# Крістіан Біркелан
Кристіан Улаф Бернгар Біркеланн (норв. Olaf Kristian Bernhard Birkeland; 13 грудня 1867 — 1917) — норвезький фізик, член Норвезької академії наук. Перша людина що пояснила суть полярного сяйва. Висувався на Нобелівську премію 7 разів.

## Біографія

### Дитинство

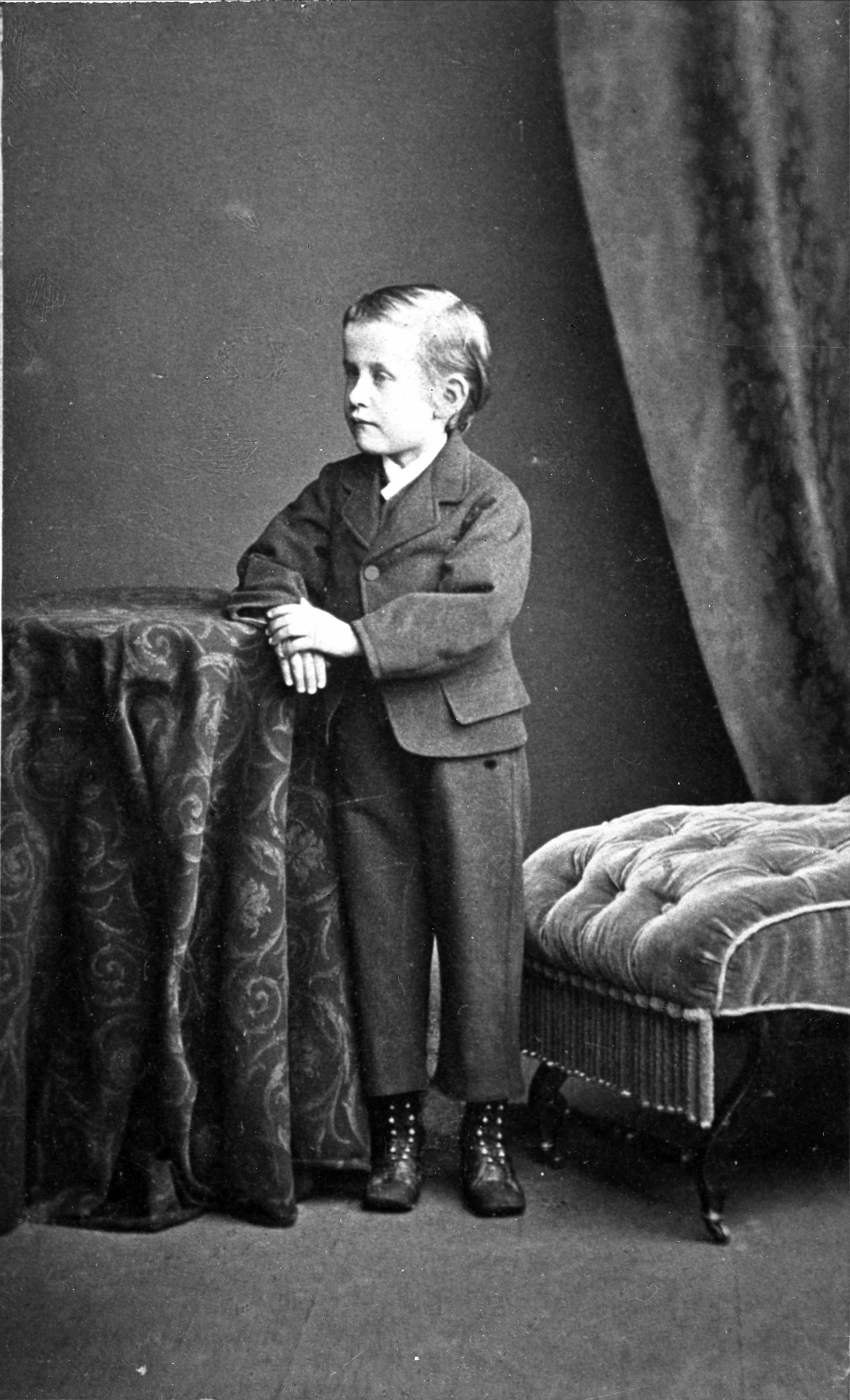
Біркілан у віці хлопчика. Фото: Ernst Emil Aubert}}

Олаф Крістіан Бернхард народився в Християнія як син Рейнерта Тонерсента Біркеленда (1838—1899) і Інгер Сусанн Еге (1841 до 1913). Його батьки дали йому ім'я «Християн», але у зрілому віці він завжди писав «Крістіан» і підписував усі публікації "Кр. Біркеленд ". Сім'я батька Біркеленда мешкала здавна на фермі в Біркеленд в Авст-Агдер. Батько продав ферму і переїхав в Християнію, за отримані гроші, він створив компанію та купив магазин. Його бізнес розвивався успішно протягом 20 років, та після введення торговельних санкції батько був змушений продати його.
У Біркеленда був на два роки старший брата Тьонеса Гуннара. Вони виросли разом в перехресті Осло. Тьойонес був атлетичним і активним, займався всіма видами діяльності та спорту протягом усього його життя. Крістіан, з іншого боку, був невеликим зростом, часто хворіючи і почав носити окуляри в молодому віці. Він був хлопчиком, який мало спілкувався з родичами та виїжджав за межі країни. Крістіан цікавився знаннями, особливо математикою, фізикою та хімією. Батьки стимулювали його інтереси та купували йому книги. Він витрачав кишенькові гроші на інструменти та матеріали для проведення експериментів. Крім того, він рано зацікавився магнетизмом, коли купував магніти.
Коли справа батька почала погано йти, він став дуже пригніченим, і після цього він мало спілкувався з Крістіаном та іншою сім'єю. Рейнерт Біркеленд помер у 1899 році у віці 61 року. За останні десять років життя головною годувальницею дому стала мати Інгер.
Біркеленд закінчив своє навчання в Орсе і Восс школі в 1885 році, на один рік раніше, ніж його брат. Він отримав високі оцінки із всіх предметів.
Біркеленд не писав щоденник на будь-якому етапі свого життя, його біографи зберігали листи, записки інших людей про нього, листування та інтерв'ю з його помічниками. Те, що відомо з дитинства і шкільного навчання, навчання, шлюбу та приватного життя є інформацією зібраною цими джерелами.

### Навчання в інституті

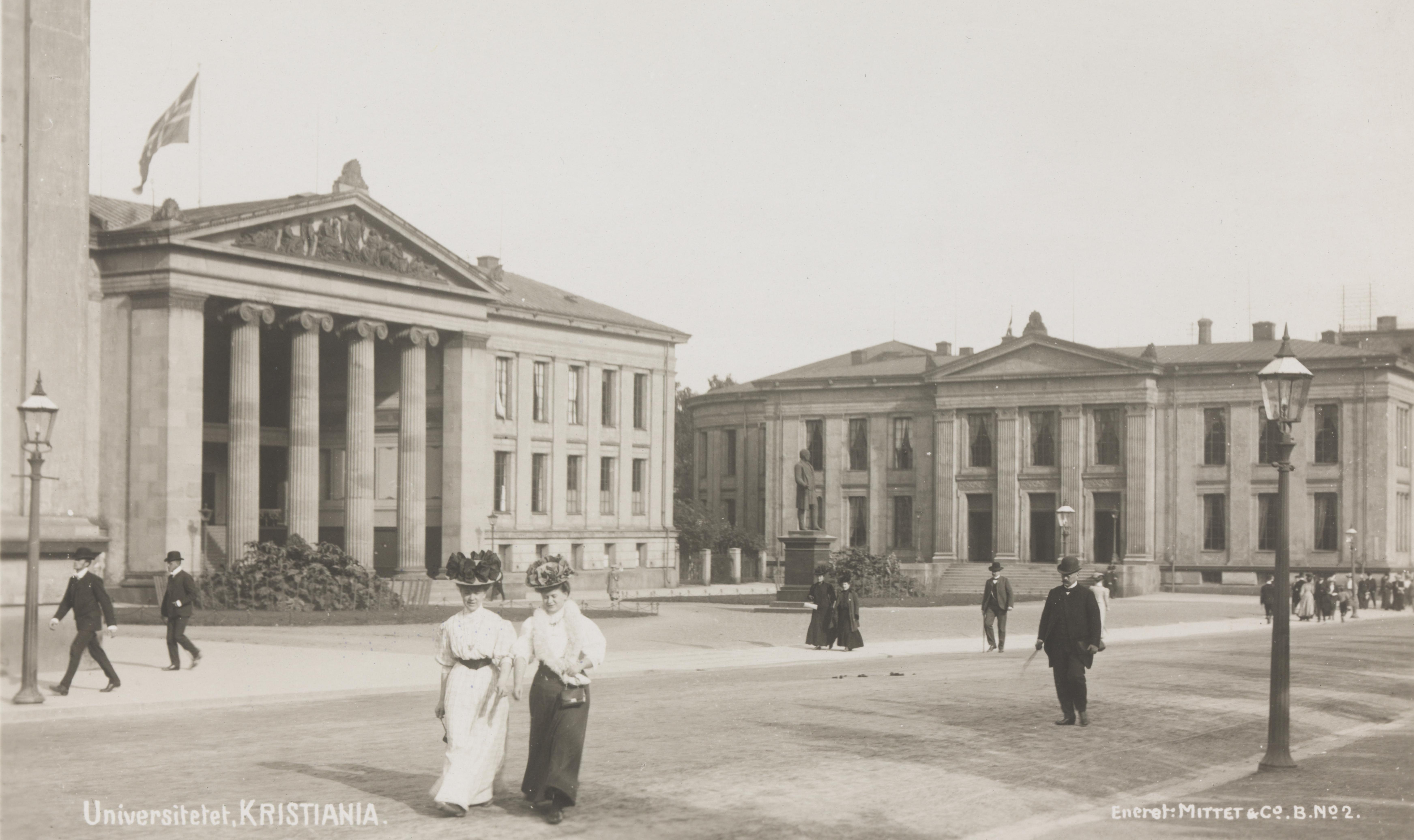
Університет у якому навчався фізик

2 вересня 1885 року, у віці 18 років, він розпочав навчання в Університет Осло. Після обов'язкових курсів латинського, грецького та філософського навчання він розпочав вивчати хімію з професором Петер Вааге (1833—1900) як лектор. Спочатку Вааге подумав, що Біркеленд був лінивим учнем, але пізніше з'ясував, що він винятково здібний. Вааге звернувся до батьків, щоб вони вплинули на його сина, щоб той розпочав вивчати хімію.
Найбільшу зацікавленість у фізика викликала математика. У наступному році, коли його колишній вчитель Холст був лектором, він почав займатися нею ще серйозніше. Коли Холст був призначений професором, він використовував Біркеленда як помічника. Щоб фінансувати навчання та підтримувати сім'ю, Біркеленд також мав додаткову роботу помічником учителя в декількох школах та вчителював як приватний вчитель. Біркеленд отримав довідку здання у «реального іспиту» в 1890 році. Він отримав рекомендаційного листа від Холста, де було виділено його незвичайний дар у галузі математики. Холст вважав, що Біркеленд зможе стати новим Нільсом Генріком Абелем (1802—1829).
Біркеленд цікавився дуже британським фізиком Джеймсом Кларком Максвелом з (1831—1879) і теорією електромагнітних хвиль і так званих Рівняння Максвелла. Хоча фізична освіта в університеті не мала електромагнетизму в навчальному плані, він вирішив продовжити вивчати фізику, а не математику. Це тому, що він вважав легше вивчати математику самостійно і вибрав подальше навчання фізики.
З літа 1890 року до кінця 1892 року він був учителем у своїй старій школі Аарс і Восс також він продовжив свої експерименти з радіохвилями.

### Шлюб
Олаф Крістіан Бернхард Біргеланн одружився з Іда Аугостою Шарлотлю Хаммер в травні 1905 року. Він був знайомий з нею з вечірок та спільних вечер, на яких бував раніше. Весілля привернуло до себе увагу через її релігійній аспект молодят. Біргелан був молодшим за неї, та й ще атеїстом. Її батько, який був священником, і благословити їх він відмовився. Ніхто з її найближчої родини не прийшов на весілля. Весілля відбулося 15 травня 1905 року. В один день з весіллям він також давав лекцію в університеті.
Шлюб не був щасливим. Вони були розлучились в 1909 році, але перестали жити спільно задовго до цього. У листі до свого адвоката Біркеленд пише, що це його власна особа, яка мала вину за розірвання шлюбу. Він мав маніакальні перепади настрою, а до того ж, був постійно зайнятий роботою. За умовами суду колишня дружина Біркеленда повинна отримувати суму в розмірі 5000 крон на рік до тих пір, поки вона була не у шлюбі. Вона залишилася неодружена на решту свого життя і померла в 1926 році.
Крістіан Біркеленд помер за таємничими обставинами в готельному номері в Токіо під час візиту до Токійського університету. Розтин показав, що вночі до смерті Біркеленд прийняв 10 грамів вервона - замість ліків рекомендованих до 0,5 г у вжиток. Година смерті вченого була оцінена в 7 ранку 15 червня 1917 року. Деякі автори вважають, що вчений вчинив самогубство.

## Дослідження

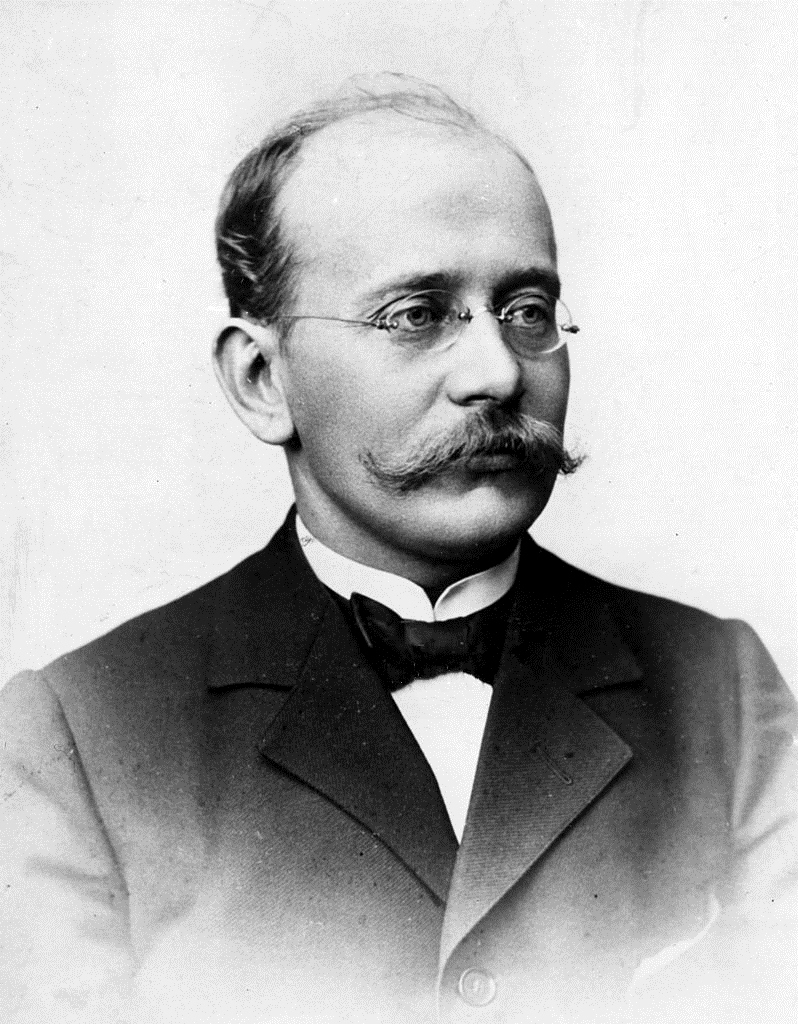
Крістіан Біркеленд

Біркеленд організував декілька експедиції в райони Норвегії близькі до Північного полюсу, де він заснував мережу обсерваторій в районах полярного сяйва для збору даних про Магнітне поле. Результати норвезької полярної експедиції, яка проходила з 1899 до 1900 року, містили перші результати наземних змін магнітного поля і глобальної структури електричних струмів в полярному регіоні.
Щоб отримати гроші, потрібні для проведення дослідження полярного сяйва, Біркеленд придумав і розробив електромагнітний метод добування азотної кислоти з повітря. Разом з інженером Самом Ейде Біркеленд створив першу установку, в якій атмосферне повітря під тиском проганявся через вольтову дугу змінного струму, яка виробляла 500 кілограмів азотної кислоти на кіловат.

Одним з перших передбачив існування сонячного вітру у 1916 році: 
|  | З фізичної точки зору найбільш імовірно, що сонячні промені не являются ні позитивними ні негативними. |

Іншими словами, сонячний вітер складається з негативно заряджених електронів і позитивно заряджених іонів.

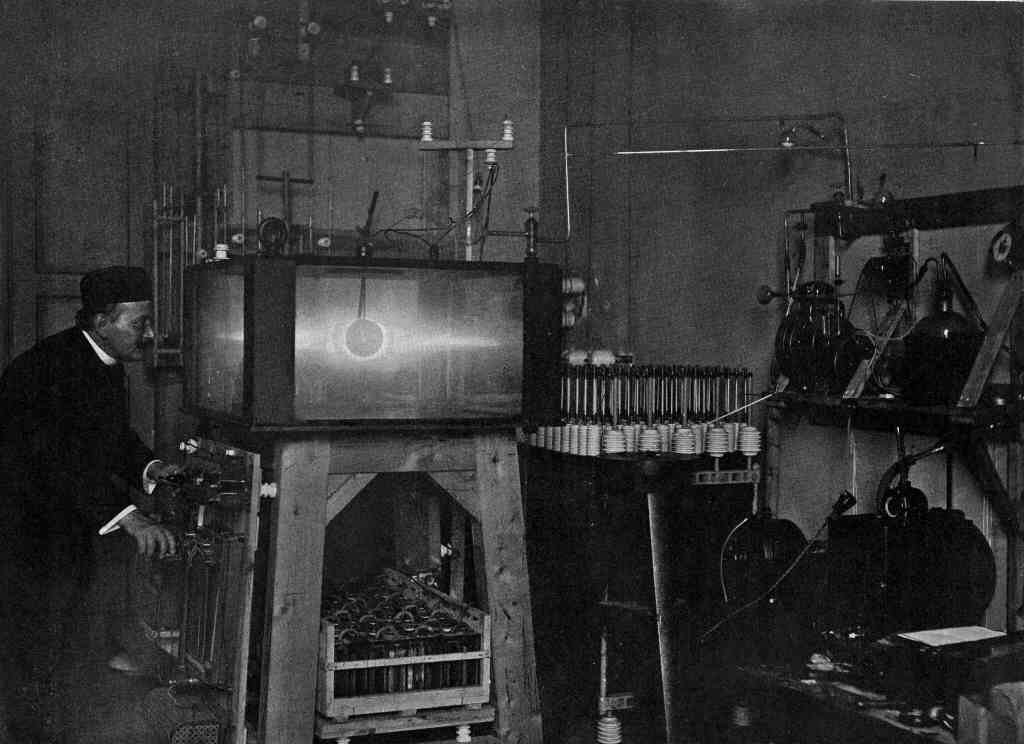
Крістіан Беркіланд здійснює свій експеримент

Перша повна карта статистичного розташування Birkeland current в полярному регіоні Землі була розроблена в 1974 році А. Дж. Змудою і Дж. К. Армстронгом. Її удосконалено в 1976 році Т. Іїдімою і Потермою.

### Галерея досліджень

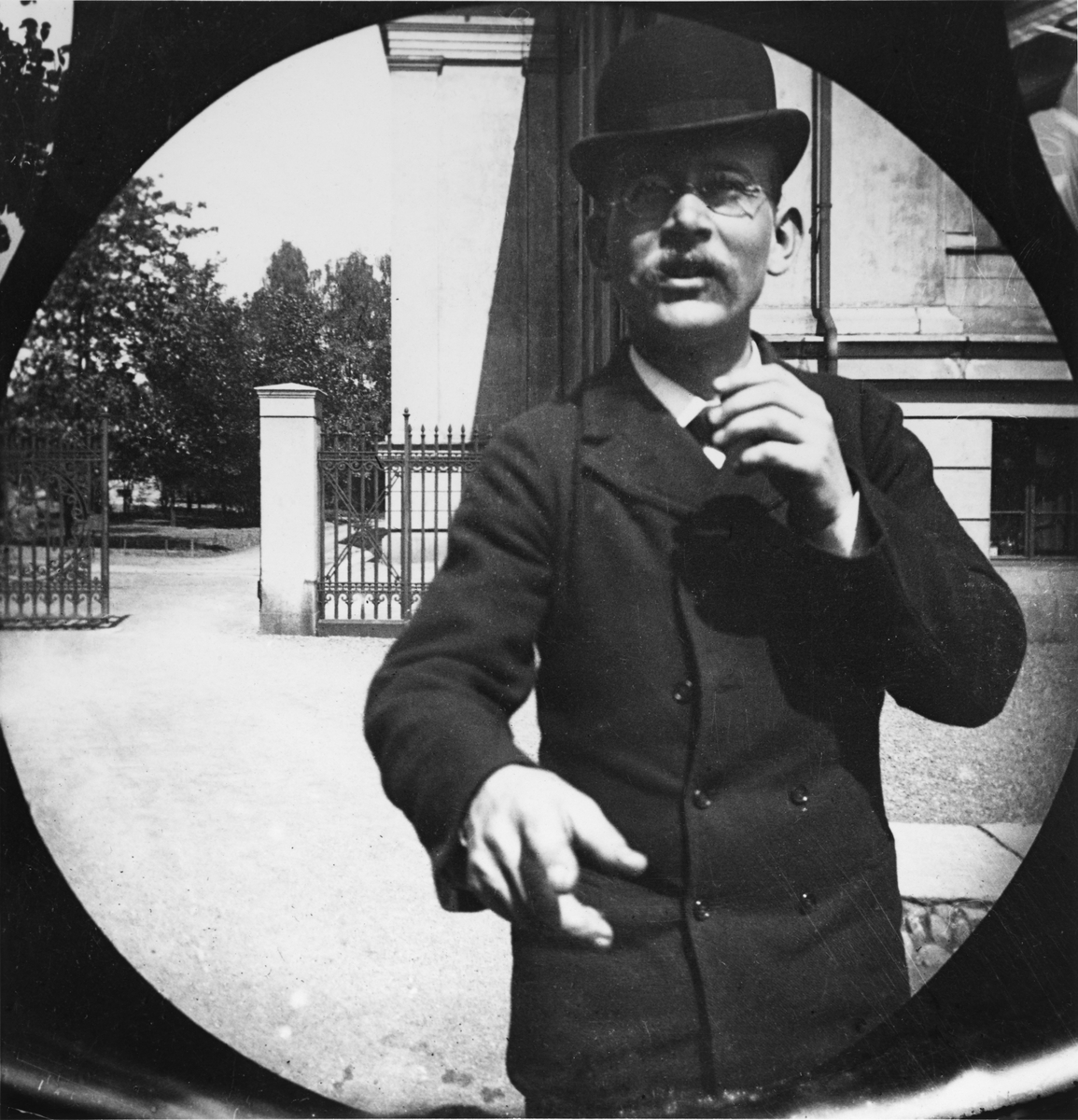
Біркіланл сфотографований поза університетом Карлом Стремером

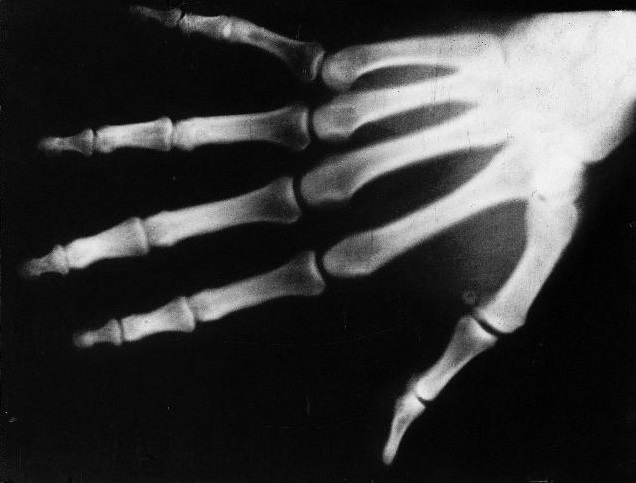
Перший рентгенівський знімок, зроблений в Норвегії. Біркеланд продемонстрував використання рентгенівських променів взявши для цього професора Sophus Torup зроблена в 1896 році.
Фото: Kristian Birkeland

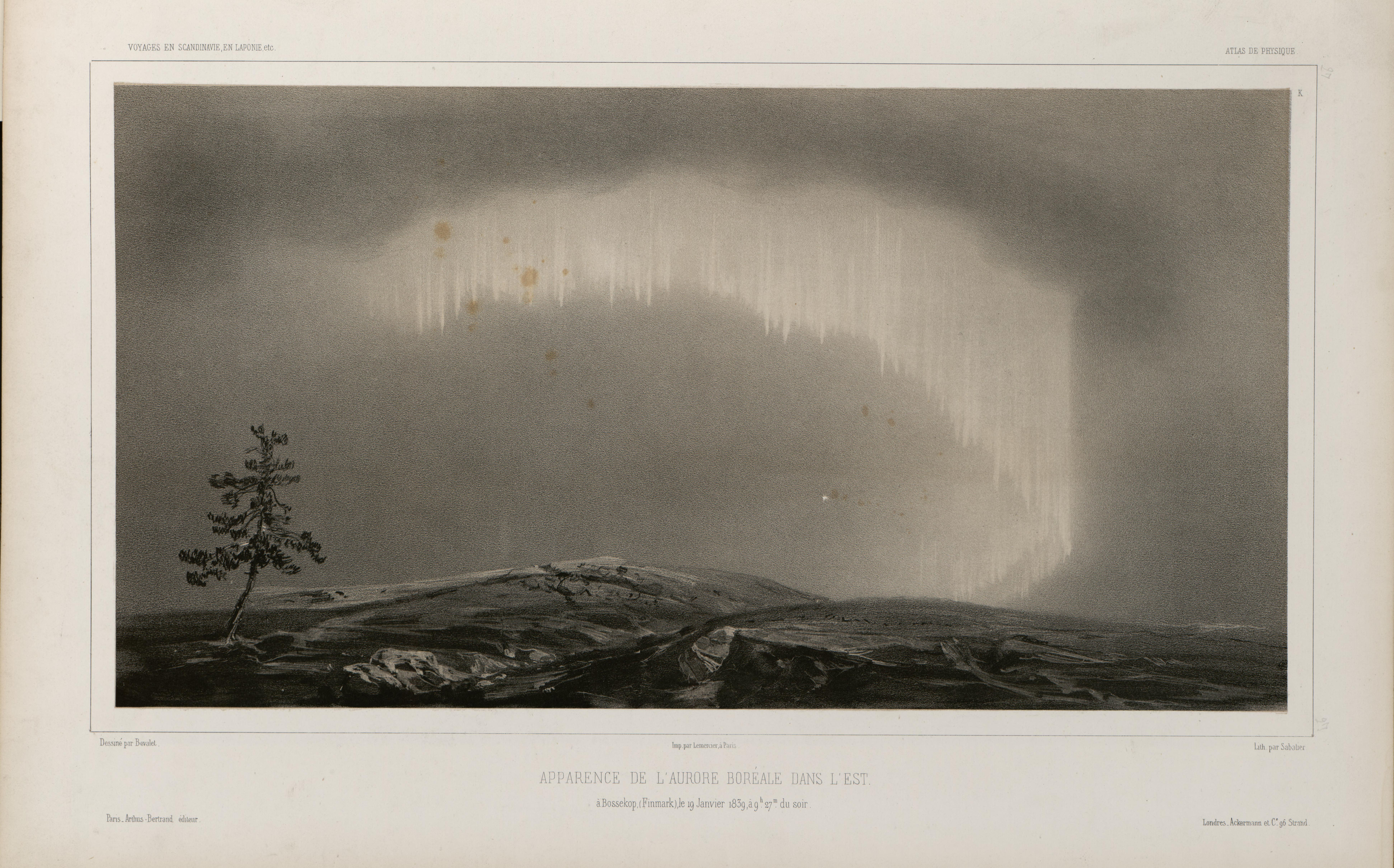
Ілюстрації з книги Voyages de la Commission scientifique du Nord, en Scandinavie, en Laponie, au Spitzberg et aux Feröe. виданої Артусом Бертраном.

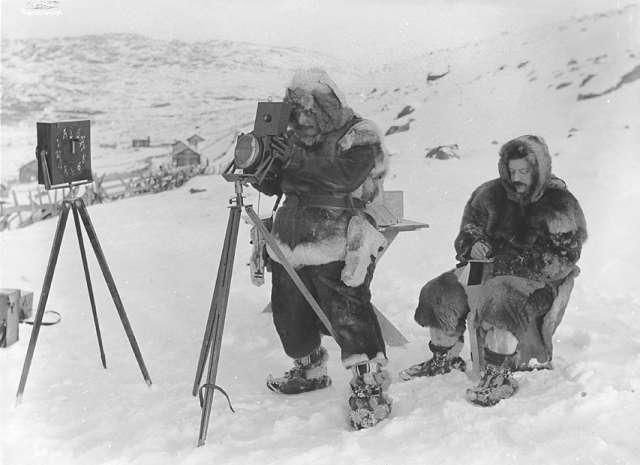
Карл Стермер і Біркленд проводять польові виміри в Альта.
Фото: Anders Beer Wilse

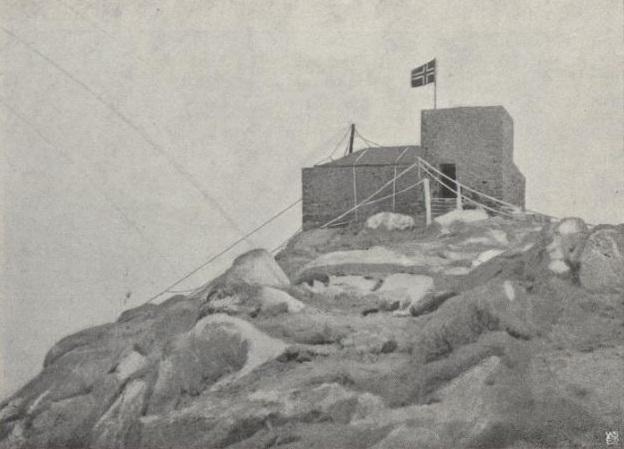
Північна легка обсерваторія в Halddetoppen, де Біркленд та його помічники жили взимку 1899—1900 років

## Факти
Приклад одного з експериментів, розробленого Біркелендом, був увічнений на реверсі норвезької банкноти номіналом 200 крон показана намагнічена мініатюрна модель Землі (називається terrella) і Марс. Зображення Біркеленда з'являється на водяному знаку в порожньому полі над малюнком рельєфу.
Зображення магнітосфери показано на зворотній стороні банкноти, але його видно лише у ультрафіолетовому світлі.

## Патенти
Біркеленд отримав 60 патентів, 10 спільно з Ейде і 5 разом з Олафом Девіком. Деякі вибрані патенти перераховані тут:
- 1901 р. Патент № 1901 11,201 Новий метод вогню снарядів за допомогою електромагнітних сил.
- 1901 р. Патент № 11.445  Спосіб уникнення електричних дуг зі струм-гальмівними вимикачами.
- 1903 р. Патент № 13,052 «Системи електромагнітних гармат».
- 1903 Патент № 1903 12 961 Новий підхід до виробництва електричних розрядів з максимальною поверхнею для розкладання атмосферних газів в атмосфері.
- 1904 р. Патент № 14585  Печі для твердого металу та корисних копалин.
- 1904 Патент № 1904 13 705 Нові методи прискорення електричних реакцій в газах за рахунок великих дугових розрядів.
- 1907 р. Патент № 17595  Методи виготовлення коливань радіовипромінювання.
- 1907 р. Патент № 17974 Прилад для генерації радіочастотних коливань.
- Патент № 1909 24,385 Новий підхід до отримання вищої врожайності та збільшення концентрації азотної кислоти в печах з використанням більшої дуги, сформованої магнітними полями.
- Патент № 1912 24,371 Метод очищення і використання китової олії.
- 1912 р. Патент № 23 542  Методи виробництва нітрату амонію.
- 1912 Патент № 1912 23 446 Новий метод обробки органічних відходів, таких як сміття та трупи різних тварин.
- 1913 р. Патент № 1913 24,470 Методи перетворення олії на жир з вищими температурами плавлення, використовуючи водень під тиском.

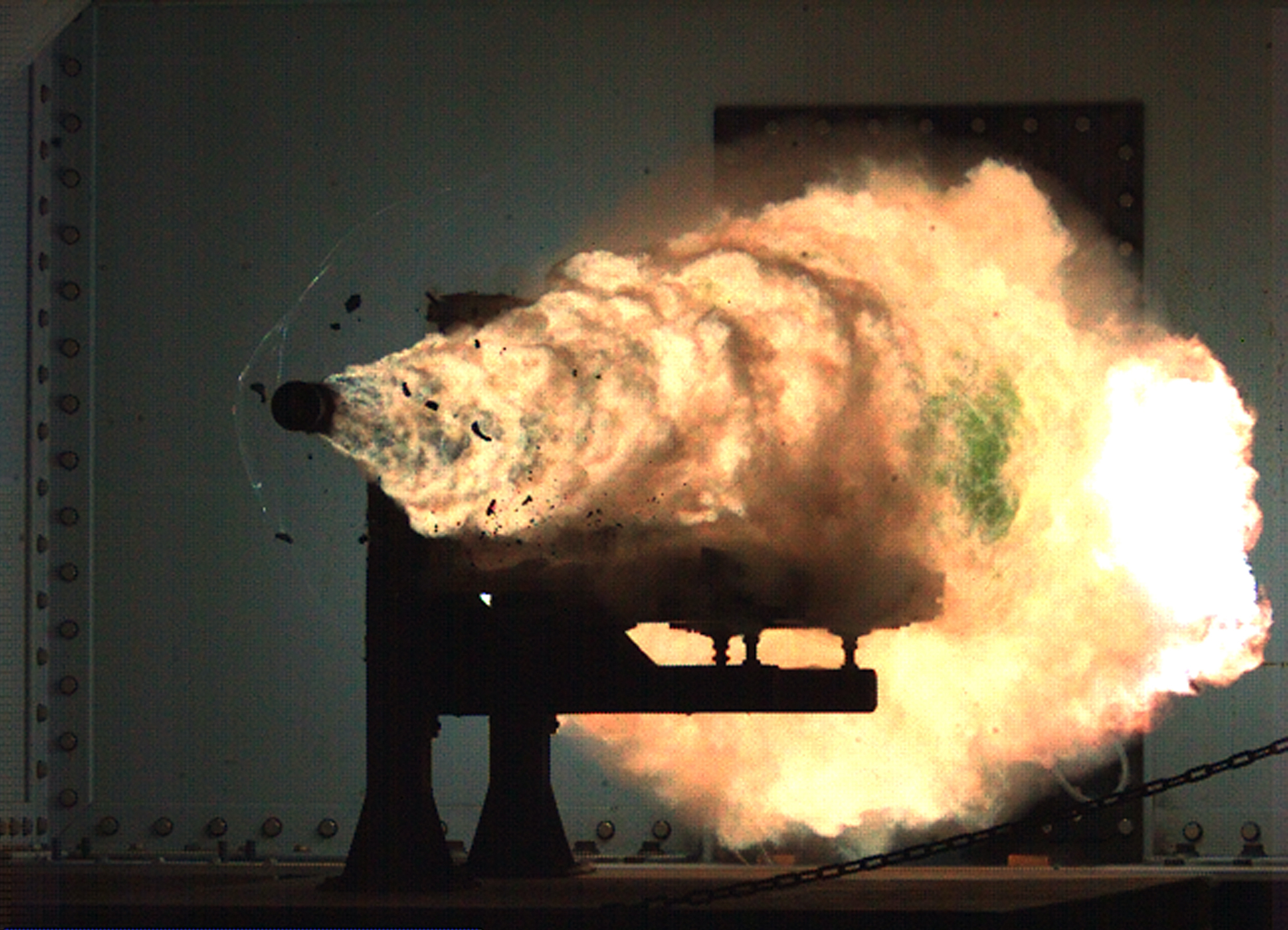
Снаряд з сучасної електромагнітної гармати на рейках. Снаряд вилітає зі швидкістю 2520 метрів на секунду, набагато швидше, ніж для традиційної зброї. Біркеланд був першим, хто запатентував таку зброю, але вона все ще сьогодні на стадії експерименту. Виклик із зброєю полягає в тому, що висока швидкість руху снаряда розвиває високу температуру, що значно шкодить експерименту.